# 피터 제닝스
피터 찰스 아치볼드 유어트 제닝스(Peter Charles Archibald Ewart Jennings, 1938년 7월 29일 ~ 2005년 8월 7일)는 캐나다 출신 미국의 언론인, 뉴스 앵커이다. 1983년부터 2005년 폐암의 합병증으로 사망할 때까지 ABC의 "월드 뉴스 투나잇"(World News Tonight)의 단독 진행을 맡았다. 고등학교를 중퇴하였으나, 미국에서 가장 유명한 저널리스트가 되었다.
제닝스는 9세에 캐나다의 라디오 방송국에 출연하였다. 1965년 제닝스는 ABC 뉴스 본사의 저녁 뉴스 앵커를 맡게 된다. 하지만 얼마 지나지 않아 미숙한 진행으로 인해 앵커 자리에서 물러나게 되고, 1968년 해외 특파원으로 임명되어 중동에서 자신의 보도 능력을 발휘한다.
그는 1978년 프랭크 레이놀즈, 맥스 로빈슨과 더불어 "월드 뉴스 투나잇"의 세 명의 진행자 중 한 명으로 임명된다. 1983년 단독 진행자로 임명된 이후, 피터 제닝스는 이후 CBS의 댄 래더 NBC의 톰 브로카우와 함께 1980년대와 90년대를 호령한 "Big 3"라고 불리는
미국 국민 앵커 중 한 명이다. 2003년에 미국 시민권을 취득했다. 2005년 4월 폐암으로 인해 앵커 자리에서 물러났으며, 비슷한 시기에 톰 브로코와 댄 래더도 은퇴를 선언하여, "Big 3" 시대는 막을 내렸다.

## 어린 시절
캐나다 온타리오주 토론토에서 현저한 캐나다인 가족에게 태어난 제닝스는 아직도 어린이였던 동안 방송과 함께 자신의 첫 경험을 얻었다. 그의 부친 찰스 제닝스는 1930년대 동안 CBC를 위하여 주요 라디오 아나운서였고, 후에 방송망의 라디오와 텔레비전 프로그래밍 우두머리였다. 제닝스는 부친이 뉴스를 읽거나 콘서트를 소개한 동안 가끔 라디오 부스에 앉았다. 9세의 나이에 제닝스는 CBC에 인기있는 주간 어린이 쇼 "Peter's Program"의 사회자가 되었다. 그의 모친 엘리자베스 유어트는 부유한 가족으로부터 왔다. 제닝스와 그의 누이 동생은 토론토와 CBC 방송국이 캐나다의 수도 도시로 옮긴 후 오타와에서 자라오며 사립 학교, 승마 레슨과 유럽 여행을 포함한 많은 풍요로운 장점들을 즐겼다.
냉담한 학생인 제닝스는 전혀 고등학교를 완료하지 않았다. 그는 오타와에 있는 공립 학교에 참석하는 데 9학년의 말기에 온타리오주 포트호프에 있는 엘리트의 트리니티 칼리지 학교를 떠났다. 공부의 1년 더 후에 그는 중퇴하여 캐나다 왕립은행의 토론토 지점에서 금전 출납 계원으로 직업을 택하였다. 자신의 부친의 견본에 의하여 영향을 받은 그는 방송에서 경력을 수행하기로 결정하였으나 그가 오디션 마저 통과하였어도 전립선 규칙이 그를 기용하는 것으로부터 CBC를 방해하였다. 부친의 도움과 함께 그는 대신 작은 타운 브록빌에 있는 CFJR 라디오 방송국에서 직업을 찾아 인기있는 음악 프로그램들의 사회는 물론 뉴스를 보도하였다. 1961년 그는 텔레비전으로 옮겨 처음 오타와에서 캐나다의 초기 개인 텔레비전 방송국들 중의 하나를 위하여 일하였다. 1962년 그는 국가의 첫 민간 텔레비전 방송망 CTV에 가입하였고, 빠르게 그 매일 뉴스의 합동 앵커가 되었다.

## 미국의 최연소 앵커

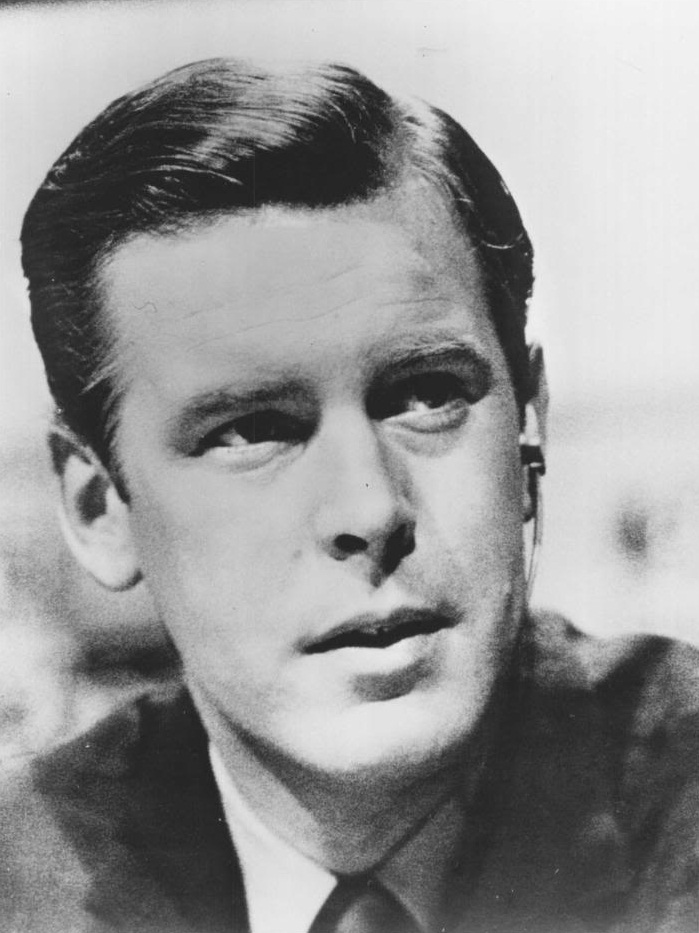
1968년의 제닝스

제닝스의 업무는 방송망과 그에게 직업을 제공한 ABC 뉴스 회장 엘머 로어의 주의를 얻었다. 1964년 8월 3일 제닝스는 흑인 민권 운동을 보도하는 데 자신의 주요 과제와 함께 ABC에 가입하였다. 1965년 2월 1일 "Peter Jennings with the News"로 다시 이름을 지은 ABC의 저녁 뉴스 방송의 뉴스 앵커가 되었다. 그는 위신과 등급에서 3개의 주요 방송망 뉴스 방송들 중에 마지막이었던 프로그램을 차지하고 있었다. NBC와 CBS가 둘다 1963년 9월 15분에서 30분으로 자신들의 뉴스 방송들을 연장하였으나 ABC는 1967년까지 소송을 따르지 않았다.
제닝스는 자신이 이 새로운 과제를 시작할 때 36세 밖에 안 되었고, 그러므로 NBC의 최고 프로그램의 공동 사회자 체트 헌틀리와 데이비드 브링클리, 그리고 CBS 이브닝뉴스의 앵커 월턴 크롱카이트의 경험과 평판을 결핍하였다. 사실로 제닝스의 유산들 중의 하나인 그의 젊고 멋진 외모는 비판들이 그를 "예쁜 피터"로 버리면서 책임이 되었다. 크롱카이트는 메이크업 아티스트들이 제닝스의 눈 밑에 처신살을 변절 시켰으나 각각의 밤 그의 얼굴에 칠한 것을 조롱하였다. 로어는 제닝스가 젊음을 끌어들인 몇몇의 ABC 연예 프로그램들로 뉴스 프로그램이 비슷한 등급 성공을 이루는 데 도움을 주는 것을 희망하였다. 하지만 그가 후에 "미국에 관하여 정말 아무 것도 몰랐다"고 설명하면서 시청자들은 익숙한 말들의 제닝스의 캐나다식 발음과 그가 만든 실수들을 둘다 싫어하였다. ABC 뉴스 방송은 3위에 남아있었고, 제닝스는 보고 과제들을 위하여 앵커 데스크를 탈출하길 원하였다. 그는 1967년 말기에 그렇게 했다.

## 외국 통신원
국제 보고에서 제닝스는 프로적 성공과 자신이 스튜디오에서 경험해 오지 않은 만족을 찾아냈다. 1968년의 대선 세월 동안 미국의 정치들을 보도한 후 그는 베이루트로 가 1969년 아랍 세계에서 기지를 둔 첫 미국 텔레비전 취재 기자가 되었다. 다음 5년 동안 제닝스는 중동 정세의 자세한 지식을 개발하여 지방에서 광범하게 다니고 그 정치와 문화에 관하여 열렬히 읽었다. 그는 이 후의 석유 수출국 기구에 의하여 위압된 석유 파동은 물론 1973년 이스라엘과 시리아와 이집트에 의하여 지도된 연합군 사이에 사워진 욤키푸르 전쟁을 보도하였다. 그는 팔레스타인 해방기구의 우두머리 야세르 아라파트와 미국에서 처음으로 텔레비전으로 중개된 첫 인터뷰를 얻으면서 기자 쿠데타를 달성하였다. 도큐멘터리 〈Sadat:Action Biography〉를 위한 그의 보고는 프로그램이 1974년 이름난 조지 포스터 피버디 상을 수상하는 도움을 주었다.
ABC가 남아프리카공화국에서 아무 정규 통신원이 없던 이래 제닝스는 자신이 전국 헤드라이너 상을 수상한 공로인 1971년 인도-파키스탄 전쟁에 보고로 기회를 포착하였다. 1972년 9월 그는 서독 뮌헨에서 열린 하계 올림픽에 있었으며 테러리스트들이 2명의 이스라엘 선수들을 살해하고 구출 시도에서 모두 사망한 9명의 다른 선수들을 인질로 잡을 때 자신이 즉시 보도한 분쟁으로부터 임시 휴식을 기대하였다. 제닝스는 가면을 쓴 테러리스트들의 영웅 설명을 마련하는 데 이스라엘 선수촌으로 가까이 다가 갔다. 그는 또한 폭력을 가한 것에 책임을 진 기구 검은 9월의 시청자에게 전문가 분석을 제공하였다.
10달간 운영 후, 1975년 10월 취소된 ABC 아침 프로그램 "A. M. America"를 위한 워싱턴 D. C.에 기지를 둔 뉴스 아나운서와 기자로서 일정 기간의 복무 후에 제닝스는 방송망의 최고 외국 통신원이 되었다. 런던에 기지를 둔 제닝스는 유럽, 아시아와 아프리카에서 이야기들을 보도하고, 국제 보고가 방송망의 보도의 중요한 일부인 것을 보증하는 데 자신을 허용하면서 과제를 "꿈의 직업"으로 숙고하였다. 1978년 7월 10일 런던에 남아있는 동안 제닝스는 ABC의 새로 이름을 지은 저녁 뉴스 캐스트 "월드 뉴스 투나잇"의 공동 앵커의 추가적 직업에 취업하였다. 프로그램은 1977년 5월 또한 방송방의 뉴스부의 회장이 된 ABC 스포츠의 높이 성공적인 우두머리 룬 알레지의 창조였다. 알리지는 ABC의 등급과 전보를 올리는 데 결심되었고, 월드 뉴스 투나잇을 위한 3명의 앵커들의 전례없는 형식에 결정되었다. 그러므로 제닝스는 시카고에서 맥스 로빈슨과, 그리고 워싱턴 D. C.에서 프랭크 레이놀즈와 함께 책임들을 나누었다. 그는 정렬이 아직도 스튜디오의 외부를 보고하는 데 그에게 숙고적인 자유를 허용하면서 이 3인조의 일부인 것을 즐겼다. 그는 가끔 테헤란으로부터 보고를 하였는 데 예를 들어 1979년 ~ 1981년의 이란 미국 대사관 인질 사건이 일어난 동안이었다. 런던에서 제닝스의 세월은 그의 개인적 생활에서 가장 행복했던 시간이기도 하였다. 1979년 그는 3번째 부인이자 서독 본에 있는 ABC 뉴스 사무국의 전 우두머리 케이티 모턴에게 결혼하였다. 그들은 1993년 이혼하기 전에 2명의 자식을 두었다. (그는 처음 발레리 고드소우와 결혼하였고, 1973년 2번째 부인 아누슈카 말루크에게 재혼하였다. 이 둘의 결혼 생활은 아무도 자식을 두지 않았다.)
월드 뉴스 투나잇의 3인존, 당시 주요 앵커 레이놀즈가 병이 들때 1983년의 봄까지 오래갔다. 레이놀즈는 자신의 병의 심각성에 관하여 전혀 알리지 혹은 ABC에서 자신의 동료들에게 알려주지 않았고, 그해 7월 20일 골종양으로 그의 사망이 충격으로 왔다. 알리지는 그러고나서 월드 뉴스 투나잇의 구성을 바꾸기로 결정하여 제닝스에게 단독 앵커의 지위를 제공하였다. 제닝스는 자신이 읽는 것 뿐만이 아닌 뉴스를 보고하는 것을 원하면서, 그리고 1960년대 중반에 앵커로서 자신이 충돌한 문제들을 기억하면서 망설였던 후에 받아들였다. 그는 자신이 이전에 부족했던 앵커 데스크로 경험과 성숙을 가져오려고 한 것을 깨달았다. 그는 또한 사실 그가 적은 선택을 가져 제공을 거절하기를 결정하였으며 자신의 경력에서 급진적이고 아마 해로운 변화를 이끌었다고 믿었다. ABC가 그의 임명을 공고할 때 그는 기자들에게 "그것은 매우 큰 직업입니다. 내가 감정적으로 준비됐습니까? 내가 자격이 있습니까? 난 내가 그렇다고 생각합니다."라고 말하였다. 9월 9일 제닝스는 뉴욕에 있는 ABC 뉴스 본부에서 앵커 데스크로부터 자신의 첫 방송을 지휘하였다.

## 단독 앵커

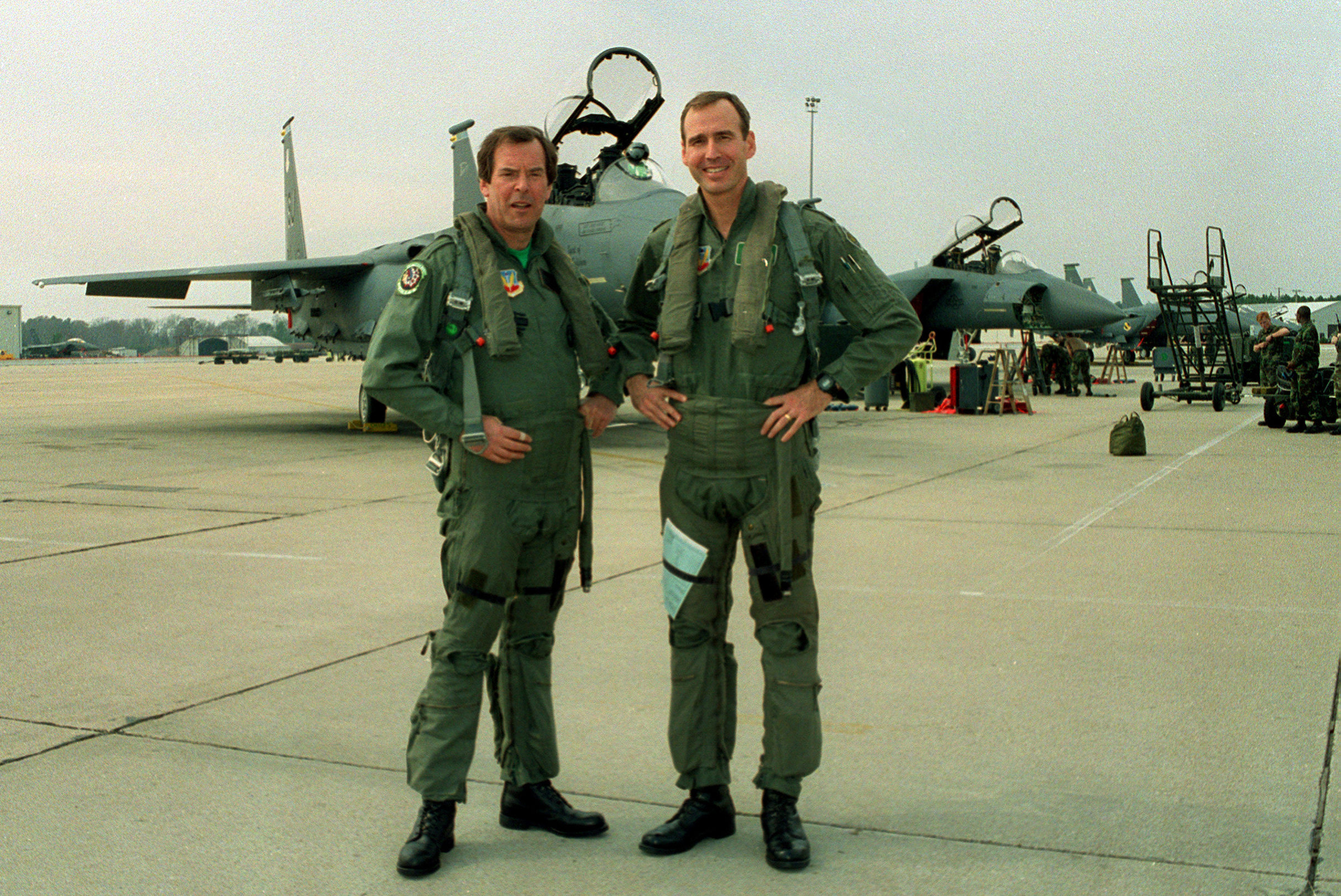
1994년 2월 시모어 존슨 공군 기지에서 찰리 힐드 중령과 함께

자신의 새로운 역할에서 제닝스는 꼼꼼하게 준비하여 미국의 정치와 문화를 위한 자신의 지식을 넓히는 데 특별한 주의를 주었다. 레이놀즈의 사망 후 가끔 2번째 위치를 잡은 후 1984년 월드 뉴스 투나잇이 3개의 주요 방송망 뉴스 캐스트 중에 3위를 내려가면서 아직 등급이 떨어졌다. 시청자들을 위한 경쟁은 등급의 포인트들이 얼마나 방송망들이 광고주들을 청구할 수 있었나에 결심한 이래 맹렬하였다. 1985년 3월 캐피탈 시티즈/ABC 주식 회사에 의하여 ABC의 취득을 포함한 방송 산업에서 변화들이 이득을 만들거나 늘이는 데 뉴스의 사단들에 압박을 강화하였다. 방송망의 경쟁들은 1950년대 중반 3개의 주요 방송망들이 자신들의 뉴스캐스트를 위하여 단독의 앵커들 (댄 래더 (CBS), 톰 브로코 (NBC)와 제닝스 (ABC))을 가진 이래 처음으로서 가끔 개인적인 차원을 취하였다. 많은 시청자들은 자신들이 개인적인 질들을 가장 인기거리로 찾은 앵커를 나타내는 뉴스 프로그램을 보았다. 당시 알리지는 제닝스의 스타일이 너무 고립되었고, 미국의 시청자들에게 호소하는 귀족적이었다고 불평하였다. 아직 제닝스는 그의 다양한 지식, 평온한 웅변과 불확실성 혹은 위험의 당시 안심 방법들과 함께 시청자들의 충성도를 얻었다. 11시간 동안 텔레비전 방송에 자신이 남은 1986년 1월 28일 우주 왕복선 Challenge의 치명적인 폭발에 그의 보도는 시청자와 동료들로부터 똑같은 칭찬을 받았다. 1980년대 후반에 월드 뉴스 투나잇은 등급에서 1등을 주장하여 1990년대 중반까지 유지하였다. 이어진 10년의 세월에 프로그램은 NBC에 밀려 2위를 하였다.

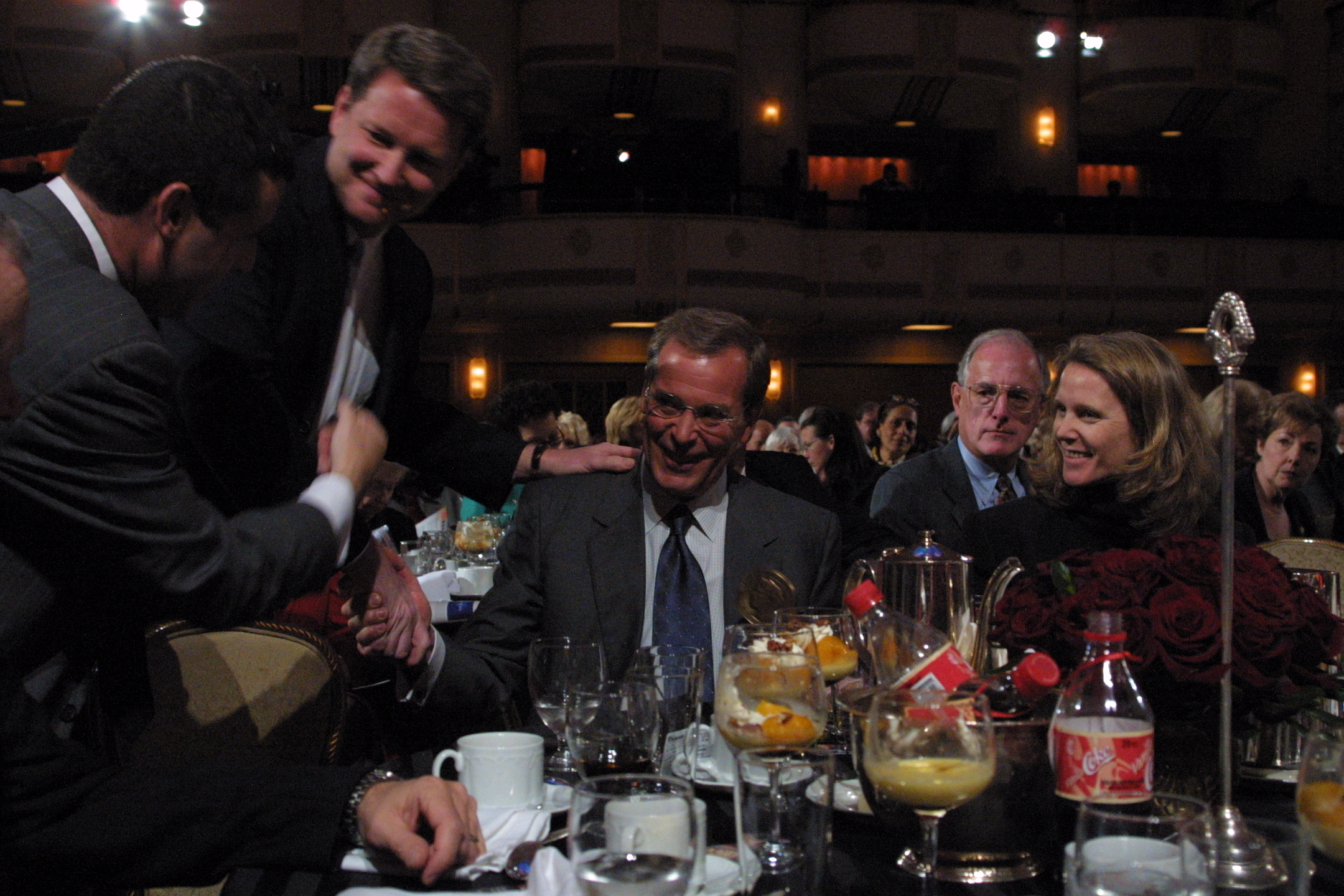
61회 피버디상 시상식 오찬에서 (2002년 5월 20일)

자신이 앵커 의자에서 대부분의 시간을 보냈어도 제닝스는 기자로 남아있었다. 다른 앵커들처럼 그는 베를린 장벽의 붕괴를 위하여 독일로, 걸프 전쟁을 위하여 사우디아라비아로, 1995년 폭탄 테러를 위하여 오클라호마시티로, 그리고 2003년 미국의 침공의 시작을 위하여 이라크로 같은 주요 이야기들의 현장들로 돌아다녔다. 그는 경우적 프라임 타임 시리즈 "Peter Jennings Reporting"을 포함한 많은 다큐멘터리들을 보고하기도 하였다. 총의 소유와 폭력 (1990년)과 히로시마의 원자 폭탄 투하에 관한 프로그램 (1995년)은 피버디 상을 수상하였고, 또하나 존 F. 케네디 암살 사건에 관한 프로그램은 에드워드 R. 머로 상을 받았다. 1999년 제닝스는 ABC에 방영된 텔레비전 프로그램들의 시리즈와 이전 100년의 세월을 구체화한 개인과 이벤트들의 활기찬 계정인 토드 브루스터에 의한 공동 저작된 그의 베스트셀링 저서 〈The Century〉 (1998년)에 기초를 둔 역사 채널에 사회를 보았다. 2번째 저서이자 현대 생활에 국가의 창립 이상적의 효과들의 시험인 브루스터에 의하여 공동 저작된 〈In search of America〉 (2002년)도 또한 ABC 시리즈가 되었다. 케이블 채널들과 인터넷으로부터 경쟁의 이유로 20세기 후반과 21세기 초반에 저녁 뉴스캐스트를 위한 관중들이 줄어들었어도 제닝스는 아직도 특별한 이벤트들이 열리는 동안 큰 수의 시청가들을 끌어들였다. 그는 새천년의 출현과 2001년 9월 11일 뉴욕의 테러리스트 공격에 관한 상을 수상하고 지칠 줄 모르는 보도를 마련하였다.

## 사망
2005년 4월 5일 월드 뉴스 투나잇의 종영에 제닝스는 자신이 폐암에 걸린 것을 밝혔다. 그는 자신의 건강이 회복되었을 때 앵커로서의 일을 재개하려고 했으나 화학 요법 치료들과 질병의 진행이 그렇게 하는 것을 방해하였다고 말했다. 8월 7일 그는 뉴욕에 있는 자택에서 자신의 2명의 자식들과 1997년에 결혼한 4번째 부인 케이스 프리드가 지켜보는 가운데 사망하였다. 캐나다 왕립 기마 경찰 명예 가드가 참석한 가운데 카네기 홀에서 열린 추모식에 이어 제닝스는 화장되었고, 그의 유해는 둘로 나뉘어 롱아일랜드와 온타리오주 가티노힐스에 있는 그의 자택들 사이에 뿌려졌다.

## 유산

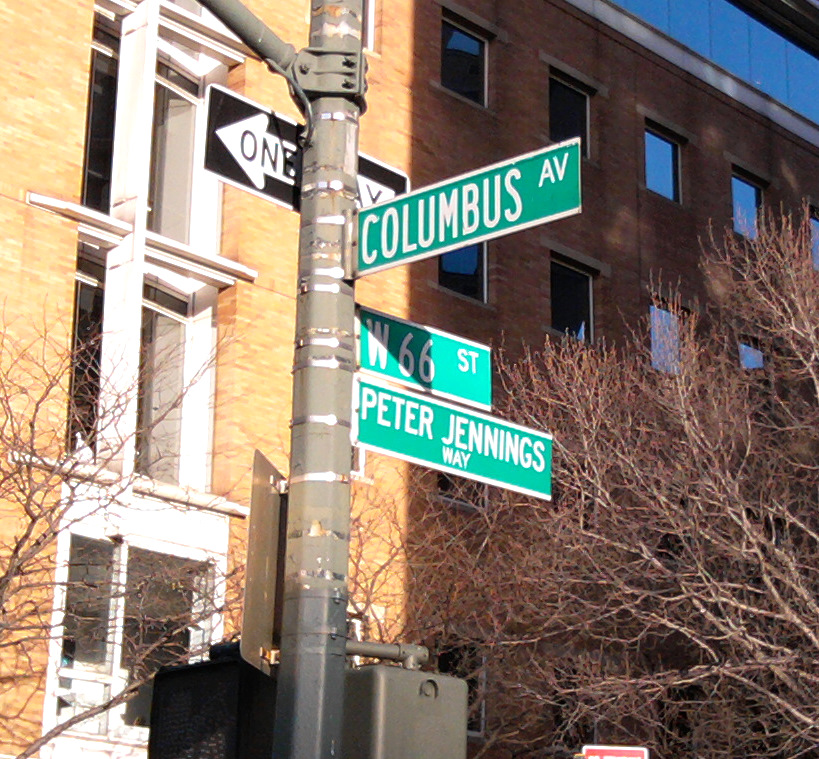
맨해튼에 있는 피터 제닝스 웨이의 도로 표지

제닝스의 사망은 앵커들이 국제적 명사가 되었던 동안 뉴스에서 시기에 종말을 가져왔다. 1980년대 초반에 시작된 2개의 10년의 세월보다 더 많이 제닝스 래더와 브로코는 텔레비전 뉴스의 "Big 3"였다. 2명의 후자는 제닝스가 폐암으로 쓰러지기 겨우 몇달 전에 은퇴하였다. 상속에서 래더, 제닝스와 브로코는 각각 국가의 1등 저녁 뉴스 캐스트를 사회보았다. 각각은 독득한 스타일을 가졌고, 충성적인 수백만명의 충성적 시청가들을 끌어들였다. 제닝스는 인기와 재능에서 2명의 주요 방송 경쟁자들과 함께 ABC 뉴스를 패리티로 들어올리는 결정적인 역할을 하였다. 그는 16개의 에미상을 포함하여 자신의 업무로 영예를 얻었다. 처음에 명백한 책임에서 그의 예절바른 매너는 최후적으로 그의 가장 강한 유산들 중의 하나가 되었다. 2003년 5월 미국 시민권을 얻은 캐나다인으로 그는 세계화의 세상에서 시청가들이 현대 문제들을 이해하는 도움을 주는 데 국제적 경험을 가졌다. 자신이 매년 1백만 달러를 벌고, 시청자들 만큼 많은 팬들을 가졌어도 래더가 설명한대로 그는 "'스타'라는 말과 매우 불편하였고, '앵커'라는 말과 약간 불편하였다"고 한다. 그는 먼저 자신에 관하여, 맨먼저 기자로서 자신의 전성기의 하나로서 자신을 생각하였다.
ABC에서 제닝스의 경력의 유요한 계정들은 바버라 머투소의 〈The Evening Stars:The Making of the Network News Anchor〉 (1983년), 로버트 골드버그와 제럴드 제이 골드버그의 〈Anchors:Brokaw, Jennings, Rather and the Evening News〉 (1990년)와 마크 건터의 〈The House That Roone Built:The Inside Story of ABC News〉 (1994년)에 있다. 사망 기사는 뉴욕 타임스 (2005년 9월 8일)에 있다.